# Paasikivi-samfundet
Paasikivi-samfundet (finska: Paasikivi-seura) var en diskussionsklubb som startade 1957 i Helsingfors och inom vilken Finlands utrikespolitiska ställning dryftades utgående från den så kallade Paasikivilinjen. 
Samfundets viktigaste uppgift under de två första decennierna var att tjänstgöra som en stödorganisation för Urho Kekkonen. Det grundades officiellt 1958 med syfte att väcka intresse för utrikespolitiska spörsmål i alla befolkningsskikt, främja en demokratisk samhällsutveckling och förmedla kunskap om Finlands neutrala särställning. Initiativet till bildandet av samfundet utgick från några professorer vid Helsingfors universitet med politisk hemvist i Agrarförbundet och Svenska folkpartiets liberala flygel. Medlemmarna var till en början främst personer i ledande samhällsställning. 
Samfundet söker påverka medborgaropinionerna genom att anordna möten, föredrag och diskussioner samt genom att utge publikationer. Stiftelsen för utrikespolitisk forskning, som grundades 1960 inom Paasikivi-samfundets ram, gav följande år upphov till Utrikespolitiska institutet. Detta hade till uppgift att främja en analytisk debatt om internationella frågor i Finland och på detta sätt stödja det utrikespolitiska beslutsfattandet. Institutet bedrev forskning med bland annat EU:s utrikes- och säkerhetspolitik som tyngdpunktsområden. Verksamheten finansierades huvudsakligen med statsmedel. År 1972 övertog institutet samfundets tidskrift Ulkopolitiikka-Utrikespolitik (grundad 1960). 
Samfundets inrikespolitiskt aktiva roll sträckte sig fram till utgången av Kekkonens sista presidentperiod. Det var hans viktigaste forum för debatt och tjänstgjorde som kampanjcentrum för honom under presidentvalskampanjen 1978. Även hans efterträdare Mauno Koivisto, Martti Ahtisaari och Tarja Halonen har hållit flera centrala tal inför Paasikivi-samfundet i Helsingfors, i likhet med åtskilliga utländska statsmän. 
Självständigt arbetande Paasikivisamfund har sedan 1962 uppstått på flera håll i Finland (år 2005 var de 23 till antalet); som samlande organ tjänstgjorde till en början en delegation, som bildades för detta ändamål 1968; Paasikivi-samfundens förbund (Paasikivi-seurojen liitto) grundades 1994. Det enda svenskspråkiga är Paasikivi-samfundet i Västnyland, grundat 1978. 